# 进化计算
进化计算是遗传算法、进化策略、进化规划的统称。进化计算起源于20世纪50年代末，成熟于20世纪80年代，目前主要被应用于控制工程、机器学习、最佳化等领域。

## 起源
- 1932年，Cannon把自然演化想象为一个学习过程，并将自然演化中的种群维持机制，修改为个体反复随机试验。
- 1950年，图灵认识到机器学习与演化间存在明显关系。
- 1959年，Friedman推测，模仿变异与选择可以设计思想机器，并指出下棋程序可以使用这种方法设计。
- 1960年，Cambell猜想：在导致知识扩张的所有过程中，都要涉及“盲目—变化—选择—幸存”的过程。[1]

## 技術
進化計算技術列舉如下：
- 進化演算法：對於最佳化問題的候選解做演化計算的演算法。
- 遺傳演算法：對於最佳化問題，候選解（稱為個體）可抽象表示為染色體，使種群向更好的解進化。
- 遺傳編程：從生物演化過程得到靈感的自動化生成和選擇電腦程式來完成用戶定義的任務的技術。
- 进化策略（英语：Evolution strategy）
- 进化规划（英语：Evolutionary programming）